# Musah Nuhu
Musah Nuhu (Acra, 17 de enero de 1997) es un futbolista ghanés que juega en la demarcación de defensa para el FC St. Gallen 1879 de la Superliga de Suiza.

## Selección nacional
Tras jugar en varias categorías inferiores, finalmente hizo su debut con la selección de fútbol de Ghana en un partido de clasificación para el Campeonato Africano de Naciones de 2018 contra Burkina Faso que finalizó con un resultado de empate a dos tras los goles de Mohamed Sydney Sylla y Ilasse Sawadogo para Burkina Faso, y de Gideon Waja y Sadick Adams para Ghana.

## Clubes
| Club                        | País      | Año       | Partidos | Goles |
| --------------------------- | --------- | --------- | -------- | ----- |
| Legon Cities FC             | Ghana     | 2015      |          |       |
| New Edubiase United FC      | Ghana     | 2016      | 21       | 0     |
| WAFA SC                     | Ghana     | 2017-2018 | 41       | 4     |
| FC St. Gallen 1879          | Suiza     | 2018-2022 | 39       | 1     |
| Kuopion Palloseura Akatemia | Finlandia | 2022      | 1        | 0     |
| Kuopion Palloseura          | Finlandia | 2022      | 5        | 0     |
| FC St. Gallen 1879          | Suiza     | 2023-     | 0        | 0     |